# Petit Gascon Saintongeois
Der Petit gascon saintongeois ist eine von der FCI anerkannte Hunderasse aus Frankreich (FCI-Gruppe 6, Sektion 1.2, Standard Nr. 21(b)).

## Herkunft und Geschichtliches
Der Petit Gascon Saintongeois wurde Anfang des zwanzigsten Jahrhunderts als Variante aus dem Grand Gascon Saintongeois herausgezüchtet, wobei die Schulterhöhe um 10 cm verringert wurde. Zuchtziel war der Einsatz auf Kaninchen und Hasen; er wurde jedoch auch für die Jagd auf größeres Wild eingesetzt. Mittlerweile ist die Rasse sehr selten geworden: In Frankreich gibt es nur noch eine Meute. Einige wenige Jäger führen noch ein bis zwei Hunde dieser Rasse.

## Beschreibung
Der „Petit“ ist mit bis zu 62 cm etwas kleiner als die ältere, große Form des französischen Laufhundes. Sein Fell ist kurz, dicht und anliegend, mit weißer Grundfarbe, meist schwarz gefleckt aber auch getüpfelt. Die Backen sind lohfarben, über den Augen befinden sich zwei lohfarbene Abzeichen. Die Ohren sind unterhalb der Augenlinie angesetzt, fallen gefaltet und sollten, nach vorne gelegt, mindestens bis zur Nasenspitze reichen. Die Rute wird säbelförmig getragen.